# ليندسي هارتلي
ليندسي هارتلي (بالإنجليزية: Lindsay Hartley)‏ هي ممثلة أمريكية، ولدت في 17 أبريل 1978 ببالم سبرينغس في الولايات المتحدة.

## أعمال

### مسلسلات
- باشينز

## وصلات خارجية
- ليندسي هارتلي على موقع IMDb (الإنجليزية)
- ليندسي هارتلي على موقع إن إن دي بي (الإنجليزية)
- ليندسي هارتلي على موقع قاعدة بيانات الفيلم (الإنجليزية)
- ليندسي هارتلي على موقع كينوبويسك (الروسية)